# 拜尔蒂·拉斯洛
拜尔蒂·拉斯洛（匈牙利語：Berti László，1875年6月24日—1952年6月23日），匈牙利男子击剑运动员。他曾获得1912年夏季奥运会男子佩剑团体金牌、1924年夏季奥运会男子佩剑团体银牌和男子花剑团体铜牌。